# Prince of Persia: Warrior Within
Prince of Persia: Warrior Within är ett datorspel från 2004. Huvudpersonen reser till Tidens ö (engelska Island of Time) för att hindra Tidens sand (engelska Sands of Time) från att skapas, och för att göra detta skall han döda Tidens kejsarinna innan hon hinner skapa den. Anledningen till att han måste hindra skapandet av Tidens sand är att en demon vid namn "Dahaka" släpptes lös när han öppnade timglaset. Hans enda chans att överleva är genom att hindra sanden från att bli skapad.
I detta spel kämpar sig Prinsen igenom kejsarinnans fort och ibland måste man samla alla sina färdigheter för att fly från Dahakan, och med hjälp av mystiska portaler kan han färdas mellan nutiden och forntiden. Spelet behåller som det förra spelet en akrobatisk spelstil som tillåter prinsen att springa på väggar och bland annat stanna och sakta ner tiden.
Warrior Within har dock fått en mörkare sida, bland annat har Prinsen blivit mer kaxig och svär, blod visas istället för sand när fiender skadas, rockmusik spelas i spelet och viss sexualitet visas.
Detta båda uppskattas för sin originalitet, men också ratas av spelare som gillade det lite mer humoristiska Prince of Persia: The Sands of Time.
Detta spel är en uppföljare till Prince of Persia: The Sands of Time, och uppföljaren till Warrior Within heter Prince of Persia: The Two Thrones.